# オールドスクール・ハードコア
オールドスクール・ハードコア（Old School Hardcore）とは、1990年代前半からハードコア・パンク・シーンで使われるようになった用語である。  
1990年代前半当時ニューヨークや東海岸のハードコア・パンク・シーンで大流行していた、ラップ・ヒップ用語のオールドスクール・ヒップホップから転用されたものと思われる。  
広義では古いハードコアという意味となる。狭義では1980年代のアメリカンハードコア・バンドと、それらに影響されたスタイル（例えて言えばCro-Mags (en:Cro-Mags)、シック・オブ・イット・オール (en:Sick of It Allを指す。
もちろん、1980年代当時には、「オールドスクール・ハードコア」という言葉は存在していなかった。

## 主なバンド
- AGNOSTIC FRONT
- CRO-MAGS
- H20
- KILLING TIME
- SICK OF IT ALL
- BAD BRAINS
- WARZONE